# Подкрай (Айдовщина)
Подкрай (словен. Podkraj) — поселення південний схід від Цол в общині Айдовщина. Включає також менші хутори. Висота над рівнем моря: 808,2 метрів.